# Panajot Pipkow
Panajot Christow Pipkow, bułg. Панайот Христов Пипков (ur. 21 listopada 1871 w Płowdiwie, zm. 25 sierpnia 1942 w Sofii) – bułgarski kompozytor i dyrygent.

## Życiorys
Początkowo uczył się śpiewu i gry na skrzypcach, następnie w latach 1893–1895 studiował w konserwatorium w Mediolanie. Po powrocie do Bułgarii w 1899 roku działał w Warnie i Ruse jako dyrygent chórów i orkiestr. Od 1905 roku mieszkał w Sofii, gdzie był dyrygentem chóru w operze (1920–1921) i dyrygentem orkiestry dętej policji (1924–1930).  Był współtwórcą bułgarskiej szkoły kompozytorskiej. Skomponował m.in. operę Ruska (1927, zaginiona), operetki dla dzieci Deca i pticzki (1909) oraz Szturec i mrawka (1910), ponadto szereg utworów chóralnych i fortepianowych.
Jego synem był Lubomir Pipkow.